# Нобеока
Нобеока (яп. 延岡市) — місто в Японії, в префектурі Міядзакі.

## Клімат
Місто знаходиться у зоні, котра характеризується вологим субтропічним кліматом. Найтепліший місяць — липень із середньою температурою 25.6 °C (78 °F). Найхолодніший місяць — січень, із середньою температурою 5.6 °С (42 °F).
| Клімат Нобеоки          | Клімат Нобеоки | Клімат Нобеоки | Клімат Нобеоки | Клімат Нобеоки | Клімат Нобеоки | Клімат Нобеоки | Клімат Нобеоки | Клімат Нобеоки | Клімат Нобеоки | Клімат Нобеоки | Клімат Нобеоки | Клімат Нобеоки | Клімат Нобеоки |
| Показник                | Січ.           | Лют.           | Бер.           | Квіт.          | Трав.          | Черв.          | Лип.           | Серп.          | Вер.           | Жовт.          | Лист.          | Груд.          | Рік            |
| Середній максимум, °C   | 12             | 12             | 15             | 20             | 23             | 26             | 29             | 30             | 28             | 23             | 19             | 14             | 20             |
| Середня температура, °C | 6              | 7              | 10             | 15             | 18             | 22             | 26             | 26             | 23             | 18             | 13             | 8              | 16             |
| Середній мінімум, °C    | 1              | 2              | 4              | 10             | 14             | 18             | 22             | 22             | 19             | 13             | 8              | 2              | 11             |
| Норма опадів, мм        | 44             | 70             | 108            | 134            | 149            | 256            | 242            | 169            | 233            | 137            | 67             | 43             | 1652           |
| ----------------------- | -------------- | -------------- | -------------- | -------------- | -------------- | -------------- | -------------- | -------------- | -------------- | -------------- | -------------- | -------------- | -------------- |
| Джерело: Weatherbase    |                |                |                |                |                |                |                |                |                |                |                |                |                |